# Птујска Гора
Птујска Гора (словен. Ptujska Gora) је насељено место у општини Мајшперк, Подравска регија, Словенија.

## Историја
До територијалне реорганизације у Словенији била је у саставу старе општине Птуј.

## Становништво
У попису становништва из 2011. године, Птујска Гора је имала 381 становника.
| Број становника према пописима | Број становника према пописима | Број становника према пописима |
| ------------------------------ | ------------------------------ | ------------------------------ |
| 1991                           | 2002                           | 2011                           |
| 317                            | 334                            | 381                            |

Напомена: Године 1974. увећан за део насеља Подложе.

## Галерија
- унутрашњост цркве
- црквени олтар
- поглед на цркву
- стуб